# Modeeria rotunda
Modeeria rotunda är en nässeldjursart som först beskrevs av Jean René Constant Quoy och Joseph Paul Gaimard 1827.  Modeeria rotunda ingår i släktet Modeeria och familjen Tiarannidae. Arten är reproducerande i Sverige. Inga underarter finns listade i Catalogue of Life.